# Capo di stato maggiore dell'Aeronautica Militare
Il capo di stato maggiore dell'Aeronautica (CSMA) è l'incarico di vertice dell'Aeronautica militare italiana. Dipende gerarchicamente dal capo di stato maggiore della difesa (CSMD) verso il quale è responsabile dell'organizzazione e dell'approntamento della Forza armata della quale detiene il comando pieno. Il capo di stato maggiore dell'Aeronautica ha rango gerarchico sovraordinato nei riguardi di tutto il personale militare della Forza armata, tranne verso il capo di stato maggiore della difesa, il sottocapo di stato maggiore della difesa e il segretario generale della difesa/direttore nazionale degli armamenti, qualora questi ultimi provenissero dalla Forza armata aeronautica.
Viene nominato con decreto del Presidente della Repubblica previa deliberazione del Consiglio dei ministri, su proposta del ministro della difesa, sentito il capo di stato maggiore della difesa. Ha alle sue dirette dipendenze lo stato maggiore dell'Aeronautica Militare, il quale ne è al vertice il Sottocapo di stato maggiore dell’Aeronautica Militare.

## Compiti del capo di stato maggiore dell'Aeronautica Militare
La configurazione della carica di capo di stato maggiore dell'Aeronautica e le relative attribuzioni comuni ai capi di stato maggiore di forza armata sono:
- dipende direttamente dal capo di stato maggiore della difesa, al quale risponde dell'attuazione delle direttive e delle disposizioni ricevute;
- esercita la funzione di comando della rispettiva forza armata;
- è responsabile dell'organizzazione, dell'approntamento, dell'addestramento e della logistica della rispettiva forza armata.

### Specifiche finanziarie
Nell'ambito del settore finanziario, il capo di stato maggiore dell'Aeronautica, sulla base delle direttive emanate dal capo di stato maggiore della Difesa, esercita:
- il controllo operativo dei fondi destinati al settore funzionamento della rispettiva forza armata, di cui detiene ed esercita anche l'impiego operativo, con la facoltà di provvedere all'amministrazione di quelli destinati alla efficienza dei mezzi e dei materiali con competenze analoghe a quelle dei direttori generali;
- l'impiego operativo dei fondi attribuiti al settore investimento della rispettiva forza armata.

### Specifiche sul personale
Per quanto concerne l'impiego del personale, il capo di stato maggiore dell'Aeronautica:
- propone al capo di stato maggiore della Difesa gli Ufficiali destinati a ricoprire incarichi in ambito interforze, internazionale e presso altri Dicasteri, nonché i Tenenti Generale o equivalenti da destinare ai vari incarichi nell'ambito della rispettiva Forza Armata;
- provvede alla trattazione delle materie relative all'impiego del personale ufficiale, sottufficiale e truppa della forza armata, ferme restando le attribuzioni del capo di stato maggiore della difesa, e ponendo in essere i relativi atti amministrativi.

### Specifiche di impiego forze
In materia di impiego delle forze, infine, nell'ambito dell'esercizio della funzione di comando della propria forza armata ed in base alle disposizioni emanate dal capo di stato maggiore della Difesa:
- definisce l'attività addestrativi della rispettiva forza armata;
- assicura per l'esercizio di operazioni ed esercitazioni nazionali e multinazionali interforze, la disponibilità qualitativa e quantitativa dei reparti operativi;
- dirige e conduce, avvalendosi dei Comandanti operativi dipendenti, le operazioni ed esercitazioni di interesse della rispettiva forza armata.
- dal Capo di stato maggiore dell'Aeronautica Militare dipende l'Ufficio dell'Ispettore dell'Aviazione per la Marina denominato "Marinavia"

### Compiti particolari
Attribuzioni particolari del Capo di SMA. In base alle direttive del capo di stato maggiore della difesa, è di specifica competenza del capo di stato maggiore dell'Aeronautica:
- essere responsabile dell'approntamento e dell'impiego del dispositivo per la difesa dello spazio aereo nazionale ed a tal fine coordina l'impiego di tutti i mezzi attivi (IP - IT - SHORAD - GROUND ENVIRONMENT) che ad essa concorrono, ivi compresi quelli messi a disposizione dalle altre Forze Armate, anche nell'assolvimento degli impegni derivanti da accordi e trattati internazionali;
- definire, in accordo con il comandante generale della Guardia di Finanza, gli apprestamenti, l'organizzazione, le norme di impiego e le aliquote di forze e mezzi del Corpo stesso, destinati ad essere impiegati nella difesa aerea nazionale;
- presiedere all'alta direzione tecnica, operativa e di controllo:
- dei servizi di assistenza al volo per quanto concerne il traffico aereo operativo militare, che non segue le procedure formulate dall'Organizzazione dell'Aviazione Civile Internazionale (ICAO/OACI), il traffico aereo militare sugli aeroporti militari nonché, in accordo alle norme di legge, il traffico aereo civile su alcuni aeroporti militari aperti al traffico civile;
- dell'intero Servizio Meteorologico, ad eccezione dei servizi meteorologici aeroportuali attribuiti alla competenza dell'ENAV;
- predisporre, con gli altri organi competenti, i piani per l'impiego, in casi di emergenza, dell'Aviazione Civile;
- delineare gli indirizzi ed i criteri generali della sicurezza del volo.

## Distintivo di grado
Il distintivo di grado per paramano è formato da una losanga bordata di rosso, tre binari ed una greca.

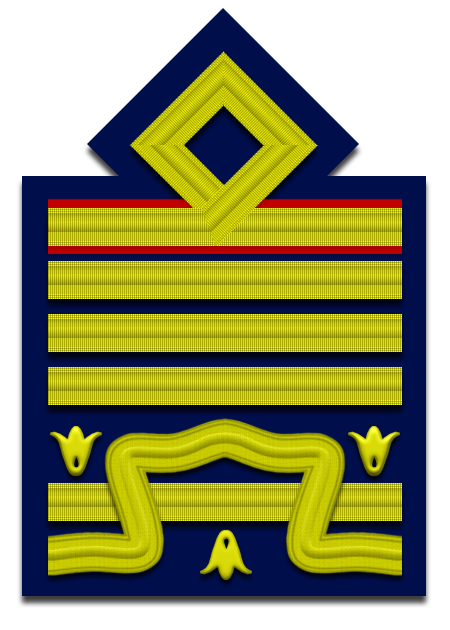
Il distintivo per paramano
Bandiera del capo di stato maggiore dell'Aeronautica

## Capi di stato maggiore dell'Aeronautica Militare
| generale di divisione Pier Ruggero Piccio | dal 1º gennaio 1926 al 6 febbraio 1927    |
| generale di squadra ml Armando Armani     | dal 10 febbraio 1927 al 13 ottobre 1928   |
| generale di brigata Giuseppe Valle        | dal 15 ottobre 1928 al 23 novembre 1933   |
| generale di divisione Antonio Bosio       | dal 23 novembre 1933 al 22 marzo 1934     |
| generale di squadra Giuseppe Valle        | dal 22 marzo 1934 al 10 novembre 1939     |
| generale di squadra Francesco Pricolo     | dal 10 novembre 1939 al 15 novembre 1941  |
| generale di squadra Rino Corso Fougier    | dal 15 novembre 1941 al 27 luglio 1943    |
| generale di divisione Renato Sandalli     | dal 27 luglio 1943 al 18 giugno 1944      |
| generale di divisione Pietro Piacentini   | dal 19 giugno 1944 all'13 dicembre 1944   |
| generale di squadra Mario Ajmone Cat      | dal 13 dicembre 1944 al 5 febbraio 1951   |
| generale di squadra Aldo Urbani           | dal 5 febbraio 1951 al 10 novembre 1954   |
| generale di squadra Ferdinando Raffaelli  | dal 10 novembre 1954 al 1º febbraio 1958  |
| generale di squadra Silvio Napoli         | dal 1º febbraio 1958 al 1º settembre 1961 |
| generale di squadra Aldo Remondino        | dal 1º settembre 1961 al 28 febbraio 1968 |
| generale di squadra Sergio Duilio Fanali  | dal 28 febbraio 1968 al 1º novembre 1971  |
| generale di squadra Vincenzo Lucertini    | dal 1º novembre 1971 al 27 febbraio 1974  |
| generale di squadra Dino Ciarlo           | dal 27 febbraio 1974 al 20 giugno 1977    |
| generale di squadra Alessandro Mettimano  | dal 20 giugno 1977 al 1º aprile 1980      |
| generale di squadra Lamberto Bartolucci   | dal 2 aprile 1980 al 12 ottobre 1983      |
| generale di squadra Basilio Cottone       | dal 19 ottobre 1983 al 17 settembre 1986  |
| generale di squadra Franco Pisano         | dal 18 settembre 1986 al 15 aprile 1990   |
| generale di squadra Stelio Nardini        | dal 16 aprile 1990 al 24 marzo 1993       |
| generale di squadra Adelchi Pillinini     | dal 25 marzo 1993 al 3 giugno 1995        |
| generale di squadra Mario Arpino          | dal 4 giugno 1995 al 5 febbraio 1999      |
| generale di squadra Andrea Fornasiero     | dal 5 febbraio 1999 al 3 agosto 2001      |
| generale di squadra Sandro Ferracuti      | dal 3 agosto 2001 al 4 agosto 2004        |
| generale di squadra Leonardo Tricarico    | dal 5 agosto 2004 al 19 settembre 2006    |
| generale di squadra Vincenzo Camporini    | dal 20 settembre 2006 al 30 gennaio 2008  |
| generale di squadra Daniele Tei           | dal 30 gennaio 2008 al 24 febbraio 2010   |
| generale di squadra Giuseppe Bernardis    | dal 25 febbraio 2010 al 24 febbraio 2013  |
| generale di squadra Pasquale Preziosa     | dal 25 febbraio 2013 al 29 marzo 2016     |
| generale di squadra Enzo Vecciarelli      | dal 30 marzo 2016 al 30 ottobre 2018      |
| generale di squadra Alberto Rosso         | dal 31 ottobre 2018 al 30 ottobre 2021    |
| generale di squadra Luca Goretti          | dal 31 ottobre 2021 al 9 maggio 2025      |
| generale di squadra Antonio Conserva      | dal 10 maggio 2025                        |